# Resistance 3
Resistance 3 är ett science fiction-TV-spel ur förstapersonsskjutargenren till Playstation 3, utvecklat av Insomniac Games och gavs ut av Sony Computer Entertainment. Det är uppföljaren till Resistance: Fall of Man och Resistance 2 till Playstation 3 och Resistance: Retribution till Playstation Portable. Spelet gavs ut den 6 september 2011 i Nordamerika, den 8 september i Japan och Australien och den 9 september i Europa.
Spelet utspelar sig år 1957 i USA, där Joseph Capelli fortsätter att strida mot den mäktiga utomjordiska rasen Kimera, som har ockuperat hela världen.
Spelet har fått en hel del positiva recensioner. Under oktober 2011 hade spelet sålts i över en halv miljon exemplar världen över.

## Bakgrund
Till följd av Tunguska-händelsen år 1908 har ett utomjordiskt virus spridit sig i världen, som får människor att förvandlas till kimera. En stor del av världens befolkning drabbas av viruset och en jättelik armé av fasansfulla kimeramonster föds upp och invaderar först Europa och därefter hela världen.
År 1951 försökte kimerans armé att invadera England, men tack vare den amerikanska sergeanten Nathan Hale, som också blev drabbad av viruset men som är immun mot det, lyckades de brittiska styrkorna driva bort kimerans armé från brittisk mark. Hale blev sedan känd som en hjälte bland världens alla motståndsrörelser, vilka försöker att bekämpa det världsomfattande kimerahotet.
År 1953 invaderar kimeran amerikas väst- och östkust. Hales virus börjar att ta över hans kropp och sinne, och han går med i specialstyrkan "Väktarna" inom militärorganisationen SRPA. I ett uppdrag i Mexiko lyckas Hale förinta en stor kimeraflotta, men hans virus har nästan helt uppslukat honom, vilket gör att väktaren Joseph Capelli är tvungen att avliva Hale så att han inte förvandlas till en kimera. Doktor Fyodor Malikov, en rysk vetenskapsman från SRPA, lyckas skapa ett vaccin av Hales blod, som gör att andra människor också blir immuna av kimeraviruset.
Capelli tar sedan avsked från militären, för att ha dödat Hale, vilket vanhedrade hans namn och rykte. Han gav upp kampen mot kimeran, som redan hade erövrat hela jorden, och strövade omkring på landsbygden tills han kom till staden Haven i Oklahoma, där han mötte Susan Farley, Nathan Hales syster. Capelli gifte sig sedan med Susan och de fick en son vid namn Jack. Sedan dess har Capelli varit tillsammans med sin nya familj i Haven under de kommande fyra åren och, liksom en stor del av hela den överlevande mänskligheten, gömmer han sig under marken och försöker att överleva för att skydda sin familj från kimerahotet. Omkring 90 procent av hela mänskligheten har fallit offer för kimeran.

## Handling
Berättelsen tar sin början i ett underjordiskt läger i Haven, Oklahoma, där Joseph Capelli, hans familj och många andra överlevare från den brutala kimera-invasionen, gömmer sig från kimeran och försöker bo där så hemligt som möjligt. Efter att överlevarna besegrar en kimerapatrull från staden, vilka var nära att avslöja deras läger, får Capelli syn på en Terraformare, ett stort satellit-liknande kimeravapen som förstör allt som står i dess väg genom att avfyra en laser från himlen, som var på väg att förinta hela Haven och deras överlevnadsläger. Capelli och överlevarna beslutar att evakuera lägret och besegra de andra kimerapatrullerna i staden, så att de kunde få en chans att fly. Under tiden får lägret besök av doktor Fyodor Malikov, som hade tillbringat de senaste månaderna med att leta efter Capelli. Malikov förklarar för Capelli att när Hale detonerade en fissionsbomb ombord på kimeraflottan i Mexiko blev explosionen som en katalysator som orsakade att ett stort maskhål skapades från kimeratornet i New York och som långsamt fryser ner hela jorden (eftersom Kimeran trivs i kallt klimat) och de överlevande människorna på jorden kommer inte att överleva nästa vinter. Capellis son Jack är beviset på detta eftersom han är mycket sjuk på grund av jordens förändrade klimat. Malikov säger att han är den enda personen som kan stänga av tornet och ber därför Capelli att beskydda honom och följa med honom till New York för att stänga av tornet. Men Capelli vägrar att hjälpa honom och går med de andra överlevande för att hålla tillbaka kimerapatrullerna medan resten av Havens invånare flyr. När Capelli sedan flyr med flyktingarna blir han stoppad av Susan, som säger att hon är trött på att se sin son dö och uppmanar honom att följa med Malikov. Motvilligt går Capelli med på detta och han lämnar sin familj och bevittnar när Terraformaren ödelägger hela staden.
Capelli kommer ifatt Malikov och de påbörjar sin resa genom att ta en båt och passera Mississippifloden. Två dagar senare tappar de bort vägen på grund av tjock dimma och passerar den översvämmade staden Wrightsburg i Missouri. Där blir de angripna av kimerer och robotar, och när de flyr från dem blir deras båt förstörd av stora Goliatrobotar. De blir strandsatta i staden St. Louis, Missouri och Malikov förs skadad till en gammal utpost, där han kan vila sig från sina skador. Capelli lämnar honom och möter så småningom en lokal motståndsgrupp vid namn "Kvarlevorna" som försvarade ett skadat VTOL-flygplan från en kimerapatrull. Kimerapatrullen besegras och Capelli förs till deras hemliga gömställe, där han finner Malikov svårt skadad och i behov av läkarhjälp. Kvarlevornas ledare, Charlie Tent, går med på att hjälpa dem, mot att Capelli ska hjälpa dem att förvärva en kraftkärna från ett kimerafraktplan för att få igång deras VTOL-flygplan. Malikov får då sin medicin som ett villkor för Capellis stöd och de får dessutom skjuts till New York. De planlägger ett bakhåll mot ett kimerafraktskepp och trots att deras bakhåll misslyckas, lyckas de ta kraftkärnan. När VTOL-flygplanet blir lagat kan Charlie och hans pilot Ellis ge Capelli och Malikov skjuts till New York.
På flyget får Capelli en mardröm om att hans familj var i fara och en uppmaning att återvända till Oklahoma. Men deras plan blir attackerat av en kimerastyrka nära Mt. Pleasant, Pennsylvania. Capelli faller från planet, men överlever. Charlie lämnar Malikov i närheten och han lovar att han ska leta efter hans familj och kolla om de var i säkerhet. Capelli tar sig igenom mörka skogar och övergivna kolgruvor fulla med vakande kimerasoldater. Han återförenas med Malikov och de finner ett tåg i området, där de möter Jean Rose, en medlem av en djupt religiös överlevadsorganisation som har sin bas nära en kolgruva. Hon berättar för dem att hennes make Jonathan Rose kan reparera tåget, men att han gick till gruvorna för att döda ett stort kimeramonster som de kallar för "Satan", som har terroriserat och dödat många av dem. Hon uppmanar Capelli att leta efter hennes make och hjälpa honom att besegra monstret. När Capelli möter Jonathan lyckas de tillsammans att besegra monstret och Jonathan reparerar deras tåg så att Malikov och Capelli kan fortsätta sin resa till New York.
På vägen dit varnade Malikov Capelli att resan till New York skulle sluta med deras död, då en tidigare SRPA-operation mot kimeratornet i New York slutade med en stor slakt, och att Capelli aldrig skulle få se sin familj igen. Capelli visste det redan, men han berättar att de ska göra sitt bästa för att få uppdraget utfört. Deras resa blir hindrad av en folkgrupp vid namn "Vakterna", vilka var fientliga människor som tidigare var fångar från det närliggande fängelset Graterford. Trots att Capelli slår tillbaka Vakternas anfall kör deras tåg på en flock Jättespindlar, vilka blev lockade av stridigheterna, och spårar ur. Capelli sitter fast bland tågvraket och när Malikov försöker hjälpa honom loss blir han överfallen och brutalt mördad av Mick Cutler, som var ledare för Vakterna och som senare avslöjar sig vara en före detta SRPA-soldat. Capelli blir tillfångatagen av Mick och blir sedan tvingad att slåss i en gladiatorstrid mot fångade kimeramonster i fängelsets gårdsplan. Capelli besegrar dem, men blir sedan fängslad på nytt. Han får så småningom hjälp av en vänlig Vakt vid namn Herbert, som utarbetar en plan om att fly från fängelset med Capellis hjälp. Genom att inaktivera fängelsets säkerhetssystem, som byggdes för att förhindra att kimerastyrkor skulle finna fängelset, skulle hela fängelset bli attackerat av Kimeran så att Capelli, Herbert och andra fångar kan få en chans att fly. Medan en kimerastyrka infiltrerar fängelset blir Capelli överfallen av Mick, då han försökte stänga av säkerhetssystemet, och efter en hård nävkamp lyckas Capelli döda Mick, stänga av säkerhetssystemet och fly från fängelset samtidigt som Kimeran slaktar alla Vakter och förintar hela fängelset.
Capelli fortsätter sin resa på egen hand och anländer till slut till New York, som nästan var helt begravt av stora snömassor, på grund av det stora maskhålet ovanför staden. Han finner en fungerande radio i en övergiven byggnad i staden och gör en radiosändning till sin fru; där han berättar om Malikovs död och att utan honom så har han ingen chans att stänga av New York-tornet. Trots detta beslutar han sig för att i alla fall försöka, och säger då farväl till sin fru. Han kämpar sig genom New York och kommer närmare tornet, han blir hindrad av en övermäktig kimerastyrka, men räddas i sista stund av Charlie och Ellis med deras VTOL. Charlie berättar för Capelli att de ska föra honom tillbaka till hans familj, men Capelli motsätter sig detta och utarbetar istället en plan om att förstöra New York-tornet genom att borda en Terraformare i staden, och sabotera den så att den kan kollidera mot New York-tornet och få det frysande maskhålet att försvinna från himmelen. Charlie och Capelli infiltrerar sig in i Terraformaren, där de förstör dess kraftkällor och flyr från Terraformaren precis när den kolliderar med tornet och täpper till maskhålet.
Vid slutet av spelet återförenas Capelli med Susan och Jack och klimatet i jorden börjar bli allt varmare igen. Flera motståndsgrupper rapporterar från hela jorden om sina framgångar mot jordens kimerastyrkor, vilket visar att människan har vunnit en stor seger mot Kimeran.

## Gameplay
Spelet har kvar i stort sett samma spelmekanik som i Resistance 2, fast med en hel del nya ändringar. Spelarens rörelser från tidigare spel har förbättrats, man kan nu klättra över väggar och genom fönster. Vapnen i spelet kan man nu uppgradera och ju mer man använder dem desto kraftfullare blir de.  Varje vapen i spelet har en unik sekundärfunktion utöver primärattacken. Vapnen och ammunition för vapnen kan man plocka upp i fält. Det finns även vapenlådor på strategiska platser där man kan plocka upp ammunition.
Regenerationssystemet från Resistance 2, vilket gör att spelaren helas upp under en viss tid, har tagits bort. Istället måste spelaren leta efter sym-bacs, som är spelets livförpackning, för att kunna hela sig själv. Vissa fiender bär på dessa sym-bacs och man kan även hela sig med hjälp av första hjälpen-utrustningar på strategiska platser i spelet. Under spelarens resa kommer man att påträffa olika anteckningar, ljudfiler och information som andra överlevare lämnat efter sig.
Spelet har stöd för Playstation Move och stereoskopisk 3D.

## Multiplayer
Man kan spela mot 16 spelare i spelets multiplayerdel, och man kan tävla i både Team Deathmatch och målbaserade spellägen. Det innehåller också ett anpassningsbart progressionssystem där spelarna spenderar poäng genom att spela online för att låsa upp nya vapen, vapentillbehör, kostymer m.m.  Multiplayer-banorna utspelar sig i ett antal platser runt om i världen, såsom Glamorgan i Wales, Fort Lamy i Tchad, Alice Springs i Australien, en järnvägsstation i Bogotá i Colombia samt New York i USA. Vissa av dessa banor kommer inte att utspelas i spelets enspelarkampanj.
Spelet har också ett samarbetsläge där spelare kan spela genom kampanjläget antingen online eller via split-screen. Men till skillnad från Resistance 2 så har spelet ingen samarbetsläge för 8 spelare.
För att få tillgång till spelets multiplayerläge måste man först gå till Playstation Store och skriva in ett Network pass-kupongkod som finns på baksidan av spelfodralets manual.

## Röstskådespelare
- Robin Atkin Downes - Joseph "Joe" Capelli
- Kari Wahlgren - Susan Capelli
- Greg Ellis - Dr. Fyodor Malikov
- Crispin Freeman - Charlie Tent
- Paul Eiding - Herbert Sawicki
- Keythe Farley - Jonathan Rose
- Laura Bailey - Jean Rose
- Yuri Lowenthal - Tommy Dean
- Dave Mallow - Lester
- Bumper Robinson - Ellis Turner
- JD Cullum - Dale
- Anthony Delongis - Mick Cutler/Martin
- John Mariano - Freddie Valmore
- Ali Hillis - Glenda

## Utveckling
Den 11 oktober 2009 rapporterade webbplatsen Joystiq att en skylt med en logo av Resistance 3 sågs i Shreveport, Louisiana. Skylten påträffades på inspelningen av filmen Battle: Los Angeles, som producerades av Columbia Pictures. Under den tredje filmtrailern av Battle: Los Angeles kan man se skylten med Resistance 3-logan. När IGN frågade dem om skylten svarade Insomniac Games att "Vi har inte gjort några tillkännagivanden just nu". Skylten togs ner flera dagar efter att bilden lades ut på internet.
Spelet tillkännagavs officiellt vid Sonys Gamescoms presskonferens år 2010 i Köln den 17 augusti, och visade också en trailer av spelet. Den 28 september 2010 visades olika concept arts och skärmdumpar av spelet hos ett Flickr-konto, vilka visar en rad olika kimerakaraktärer och två oidentifierade mänskliga karaktärer (vilket senare bekräftats i november 2010 ac Game Informer att dessa var Joseph Capelli och Susan Farley). När frågan kom om bilderna var äkta gav Insomniac svaret: "ingen kommentar". Det första gameplay-videon av spelet visades på Spike Video Game Awards, som visade några nya vapen och fiender.

### Global Resistance
Global Resistance är ett strategispel skapad av Insomniac Games för att uppflytta lanseringen av Resistance 3, där spelare kan välja att spela som antingen människa eller kimera. Den innefattar också exklusiva innehåll till Resistance 3.

## Special Editions
Spelet finns i två olika specialutgåvor (Special Editions). Den ena heter Doomsday Edition och som innehåller en kopia av spelet, en Playstation Move-kontroll med tillbehör och en Playstation Eye-kamera. Paketet finns endast tillgängligt i Nordamerika och Latinamerika.
Den andra utgåvan finns tillgängligt i Europa, vid namn Survivor Edition. Den innehåller huvudpersonen Joseph Capellis dagbok, en måltavla, spelkort, en väska, en fickplunta, leksoldater m.m.

## Mottagande
| Mottagande                                 | Mottagande    |
| Samlingsbetyg                              | Samlingsbetyg |
| Tjänst                                     | Betyg         |
| ------------------------------------------ | ------------- |
| Gamerankings                               | 84.48%        |
| Metacritic                                 | 83/100        |
| Recensionsbetyg                            |               |
| Publikation                                | Betyg         |
| 1UP.com                                    | B+            |
| Edge                                       | 7/10          |
| Eurogamer                                  | 8/10          |
| Game Informer                              | 7/10          |
| Gamesmaster                                | 87/100        |
| Gamespot                                   | 8.5/10        |
| Gamesradar                                 | 9/10          |
| Gametrailers                               | 8.8/10        |
| IGN                                        | 9/10          |
| Official PlayStation Magazine (UK)         | 8/10          |
| Official PlayStation Magazine (Australien) | 8/10          |
| Play Magazine                              | 88/100        |
| PSM3                                       | 9/10          |
| Videogamer.com                             | 9/10          |
| X-Play                                     | 5/5           |
| Gamereactor                                | 8/10          |

Resistance 3 har fått ett mestadels positivt mottagande från olika spelkritiker världen över.